# Клевцов Сергій Георгійович
Клевцов Сергій Георгійович (30 січня 1954) — російський хокеїст на траві.
Бронзовий призер Олімпійських Ігор 1980 року.